# Майорана, Этторе
Э́тторе Майора́на (итал. Ettore Majorana; 5 августа 1906, Катания, Италия — пропал без вести около 27 марта 1938, Италия) — итальянский физик-теоретик, работавший в теории нейтрино.
Предложил, по свидетельству Э. Ферми, протон-нейтронную модель атомного ядра, изучал обменные ядерные силы. Профессор университета Неаполя (1937).
В 1937 сформулировал двухкомпонентную теорию, высказал гипотезу о существовании так называемых фермионов Майораны — частиц, одновременно являющихся собственными античастицами.
Почти не публиковал научных статей, часто бракуя работы как недостойные печати. Несмотря на уговоры Ферми, не опубликовал собственную гипотезу о существовании нейтрона.
Его внезапное и таинственное исчезновение, которое произошло весной 1938 года, вызвало многочисленные предположения относительно возможного самоубийства или добровольного удаления, а также его реальных мотивов, в том числе из-за его личности и известности как гениального физика.

## Биография
Есть несколько категорий учёных. Учёные второго или третьего ранга делают всё от них зависящее, но они никогда не достигают больших высот. Также есть учёные первого ранга — те, кто делает важные фундаментальные открытия. А есть гении, такие как Галилео Галилей и Исаак Ньютон. Майорана был одним из них.
(Энрико Ферми о Майоране, 1938)
Родился в 1906 году в знатной сицилийской семье, с детства проявлял талант к математике и шахматам. По примеру отца пошёл учиться на инженера в Римский университет Ла Сапиенца, где познакомился с Эмилио Сегре, убедившим Этторе заняться физикой, а не техникой. Вместе с Сегре Майорана присоединился к исследовательской группе Э. Ферми. При первой встрече Майорана поразил Ферми своим математическим даром, найдя аналитическое решение сложного нелинейного уравнения, тогда как самому Ферми потребовалось несколько недель для отыскания даже просто численного решения. Также сотрудничал с В. Гейзенбергом в Лейпциге и с Н. Бором в Копенгагене.

### Научная деятельность
Первые научные статьи Майораны были посвящены задачам атомной спектроскопии. Его первая работа, опубликованная в 1928 году, была написана ещё в студенческие годы в соавторстве с Джованни Джентиле, младшим профессором в Институте физики в Риме. Эта работа содержала раннее применение количественного анализа к атомной спектроскопии статистической модели атомной структуры Ферми (ныне известной как теория Томаса — Ферми). В этой статье Майорана и Джентиле выполнили вычисления первого принципа в рамках этой модели, которая хорошо учитывала экспериментально наблюдаемые энергии невалентных электронов в атомах гадолиния и урана, а также расщепление тонкой структуры спектральных линий цезия.
В 1931 году Майорана опубликовал первую статью о явлении автоионизации в спектрах атома, названных им «спонтанной ионизацией».
В 1932 году выходит его работа по атомной спектроскопии, касающаяся поведения ориентированных атомов в переменных магнитных полях. Эта работа привела к появлению важного направления атомной физики — радиочастотной спектроскопии. В том же году Майорана опубликовал свою работу по релятивистской квантовой механике для частиц с произвольным спином, в которой он развил и применил бесконечномерные представления групп Лоренца и дал теоретическую основу масс-спектрам элементарных частиц . Как и большинство работ Майораны, написанных на итальянском языке, она пребывала в относительной безвестности в течение нескольких десятилетий.
В том же году эксперименты Ирен Жолио-Кюри и Фредерика Жолио обнаружили неизвестную частицу, которую учёные отождествили с гамма-излучением. Майорана был первым, кто правильно интерпретировал эксперимент как открытие новой частицы с нейтральным зарядом и массой примерно такой же, как у протона. Этой частицей оказался нейтрон. Ферми убеждал опубликовать об этом научную статью, но Майорана не счёл это необходимым. Джеймс Чедвик доказал существование нейтрона экспериментально, за что был удостоен Нобелевской премии.
Из решения уравнения Майораны следует, что могут существовать частицы, являющиеся своими собственными античастицами, известные как фермионы Майораны. В апреле 2012 года некоторые из предсказанных Майораной частиц были экспериментально обнаружены в ультратонком проводнике, соединяющем полупроводник и сверхпроводник. Эти эксперименты помогут лучше понять квантовую механику и создать квантовый компьютер. Также высказывалось предположение, что по крайней мере некоторая часть «недостающей массы» во Вселенной, которая не может быть обнаружена, кроме как посредством оказываемых ею гравитационных воздействий, может состоять из «частиц Майораны».
Майорана никогда не стремился к признанию своих работ и открытий, не считая их чем-то из ряда вон выходящим. За всю свою жизнь он опубликовал всего девять научных статей. Неопубликованных заметок намного больше.
Вернувшись из поездки в Германию в 1933 году, Майорана до 1937 года прекратил научную работу и участие в работе физического факультета и начал вести жизнь затворника, перестав выходить из квартиры на улицу. Еду в квартиру ему приносила служанка, подстригал и брил приходящий парикмахер.
В конце 1937 года получает должность профессора на кафедре физики в университете Неаполя. Однако, после нескольких лекций, обнаружив, что не в состоянии выступать в аудитории перед студентами, Майорана в панике бежал из Неаполя.

### Исчезновение
Вечером 23 марта 1938 года Майорана снял со счёта все сбережения и сел на паром, отходивший из Неаполя в Палермо, где преподавал его друг Эмилио Сегре (в то время, впрочем, находившийся в США). 25 марта он написал письмо директору университета Неаполя, в котором извинялся за внезапное исчезновение, упомянув «решение, которое стало… неизбежным». Вскоре после отправки этого письма Майорана, по-видимому, решил отказаться от своих планов, отправив коллеге телеграмму с просьбой опровергнуть предыдущее письмо. В записке от 26 марта он писал: «Море не приняло меня, и завтра я вернусь<…> Тем не менее я решил прекратить преподавательскую работу». Вечером 25 марта Майорана купил билет на корабль из Палермо в Неаполь, но на материке так и не появился. Несмотря на объявленное семьёй вознаграждение за обнаружение Майораны, о нём больше не поступило никакой информации, а тело не было найдено.
Ферми обращался к премьер-министру Италии Бенито Муссолини с просьбой помочь разыскать талантливого учёного: «…в моих словах нет ни малейшего преувеличения: из всех итальянских и иностранных учёных, с которыми мне доводилось встречаться, мало кто настолько поразил меня своими незаурядными качествами, как Майорана».
Гипотезы об исчезновании Майораны разбирались в книгах Леонардо Шаши и Джорджо Агамбена. Среди прочего, Шаша останавливался на теории о его удалении в монастырь, тогда как Басконе и Вентурини полагали, что он доживал остаток жизни как нищий. Сегре, Амальди и несколько других коллег считали, что Майорана покончил с собой, а ряд авторов вроде Беллы и Барточчи — что его могли похитить или убить, чтобы предотвратить участие в ядерном проекте. Эразмо Реками и Карло Артеми собирали свидетельства в пользу того, что он отбыл в Аргентину.
4 февраля 2015 года прокуратура Рима объявила о наличии доказательств, что Этторе Майорана с 1955 по 1959 годы проживал в Венесуэле, в городе Валенсия. Дальнейшая его судьба, однако, на данный момент неизвестна.